# Азор
Азор (тж. Азур, івр. אזור) — місцева рада в Тель-Авівському окрузі в Ізраїлі. 

## Географія
Місто розташоване в південній частині прибережної рівнини Ізраїлю, на висоті 23 метри над рівнем моря, на південний схід від Тель-Авіва в міській агломерації Гуш-Дан. На південному заході межує з містом Холон, з яким щільно пов'язане в інфраструктурному аспекті. На півночі північно-сході від міста протікає річка Аялон. Місто розташоване в центрі Ізраїлю, в одному з найбільш густонаселених районів країни. Населяють Азор переважно євреї. На південь від міста протікає річка Ярон.

## Населення
За даними Центрального статистичного бюро Ізраїлю, населення на 2016 рік становить 12 227 осіб.